# Daisuke Sekimoto
Daisuke Sekimoto (関本 大介, Sekimoto Daisuke), né le 9 février 1981 à Ōsaka, est un catcheur japonais, connu pour ses matchs à la Big Japan Pro Wrestling et la Pro Wrestling ZERO1-MAX.

## Carrière
Il a été surtout BJW World Tag Team Champions avec  Mammoth Sasaki, et comme  NWA United National Heavyweight Champion à ZERO1-MAX. Il a perdu sa ceinture face à Yoshihito Sasaki le 13 novembre 2007.
En janvier 2008, il rencontre Masato Tanaka pour le titre smashing ZERO1-MAX, mais perd. Il fait équipe avec Munenori Sawa et font face à Masaaki Mochizuki et Shinjirō Ōtani dans un très bon match à Tokyo.

### All Japan Pro Wrestling
Le 1er juillet, Yuji Okabayashi et lui perdent contre Akebono et Ryota Hama et perdent leurs AJPW All Asia Tag Team Championship.
En début d'année 2016, il retourne à la fédération et remporte le Champion Carnival 2016 en battant Zeus en finale. Le 25 mai 2016, il perd contre Kento Miyahara et ne remporte pas le AJPW Triple Crown Heavyweight Championship. Le 15 juin, lui et Yuji Okabayashi battent Zeus et The Bodyguard et remportent les AJPW World Tag Team Championship.

### Big Japan Pro-Wrestling (1999-...)
Il y fait ses débuts avec une défaite contre Ryuji Ito en 1999.
Lors de War Was Insufficent Against Us, Kengo Ohka et lui battent Abdullah Kobayashi et Isami Kodaka dans un Special Guest Referee Match avec Sanshiro Takagi comme arbitre. Lors d'un show le 1er mars, il bat Manabu Soya et remporte le BJW Strong World Heavyweight Championship. Lors de Endless Survivor 2013, il bat Takao Omori et conserve son titre.
Lors de BJW Ryogokutan, il perd son titre contre Yuji Okabayashi.

### Pro Wrestling ZERO1 (2006-...)
Le 9 septembre 2010, il bat Bambikiller et remporte le ZERO1 World Heavyweight Championship.
Le 7 juin 2015, lui et Kohei Sato battent Masato Tanaka et Takashi Sugiura et remportent les NWA Intercontinental Tag Team Championship. Le 23 novembre, ils conservent leur titres contre KENSO et Ryoji Sai. Le 19 décembre, ils conservent leur titres contre Hideki Suzuki et James Raideen. Le 6 mai 2016, ils perdent les titres contre Masato Tanaka et James Raideen.

### Autres Fédérations
Le 28 février 2010, il bat Shuji Ishikawa et remporte le KO-D Openweight Championship.
Le 22 août 2012, il bat Kengo Mashimo pour remporter le Strongest-K Championship qu'il perd le 13 novembre contre Yuji Hino.
Lors du show inaugural de la fédération de Keiji Mutō, la Wrestle-1, le 8 septembre, lui et Yuji Okabayashi battent Kaz Hayashi & Shūji Kondō.
Le 12 octobre 2014, il perd contre Naomichi Marufiji et ne remporte pas le GHC Heavyweight Championship.
Le 9 décembre 2015, il bat Masakatsu Funaki et remporte le Legend Championship de la Real Japan Pro Wrestling.

## Prises
- High-angle bridging German suplex
- Bridging dragon suplex
- Sitout powerbomb
- Frog splash
- Moonsault
- Lariat
- Spear
- Backbreaker rack
- Ankle lock

## Palmarès
- All Japan Pro Wrestling

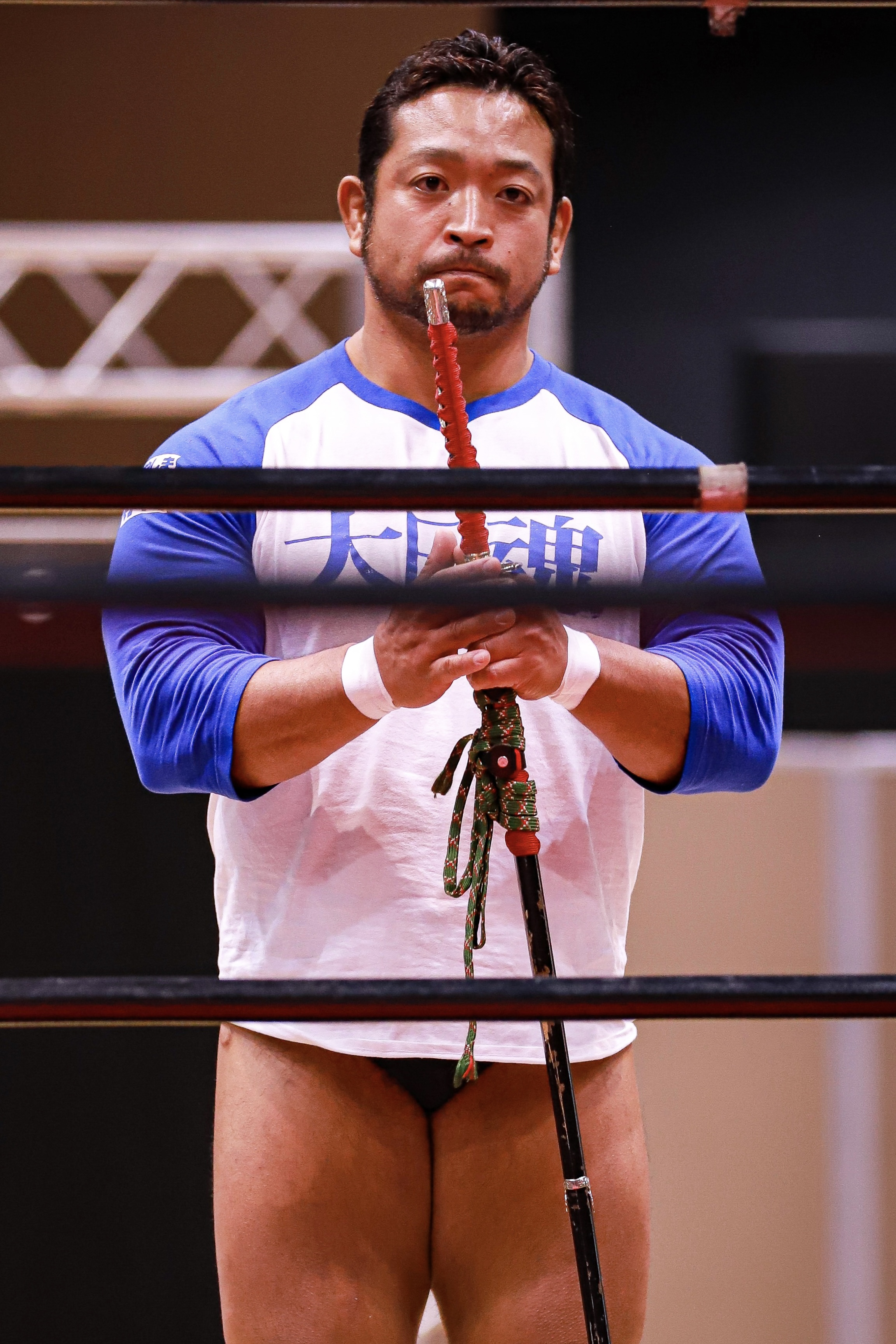
Sekimoto deux fois vainqueur de la Fire Festival, illustré ici avec l'épée de feu de cérémonie décernée au vainqueur du tournoi.

  - 2 fois AJPW All Asia Tag Team Championship avec Yuji Okabayashi
  - 3 fois AJPW World Tag Team Championship avec Yuji Okabayashi
  - Champion Carnival (2016)

- Big Japan Pro Wrestling
  - 1 fois BJW World Heavyweight Championship
  - 12 fois BJW World Tag Team Championship avec MEN's Teioh (1), Abdullah Kobayashi (1), Yoshihito Sasaki (2), Mammoth Sasaki (1), Yuji Okabayashi (5), The Bodyguard (1) et  Kohei Sato (1)
  - 3 fois BJW World Strong Heavyweight Championship
  - 1 fois WEW Hardcore Tag Team Championship avec MEN's Teioh
  - 3 fois Yokohama Shopping Street 6-Man Tag Team Championship avec Jaki Numazawa et Ryuji Ito (1), Hideoyoshi Kamitani et Kohei Sato (1) et Daichi Hashimoto et Hideyoshi Kamitani (1)

- Dramatic Dream Team
  - 1 fois KO-D Openweight Championship
  - 3 fois KO-D Tag Team Championship avec Kazusada Higuchi (1), Masa Takanashi (1), et Yuji Okabayashi (1)[17]

- Pro Wrestling Zero1
  - 1 fois NWA United National Heavyweight Championship
  - 2 fois NWA Intercontinental Tag Team Championship avec Akebono (1) et Kohei Sato (1)
  - 1 fois NWA Pan-Pacific Premium Heavyweight Championship
  - 2 fois World Heavyweight Championship (actuel)
  - Fire Festival (2011)
  - Best Bout (2011) vs. Masato Tanaka le 7 août

- Westside Xtreme Wrestling
  - 1 fois wXw Unified World Wrestling Championship
  - World Triangle League (2013)

## Récompenses des magazines
- Pro Wrestling Illustrated

| Année | 2009 | 2010 à 2012 | 2013 | 2014 | 2015 | 2016 | 2017 |
| ----- | ---- | ----------- | ---- | ---- | ---- | ---- | ---- |
| Rang  | 234  | Non classé  | 279  | 145  | 115  | 63   | 183  |